# Classe Kuha (1941)
La classe Kuha è stata una serie di diciotto dragamine della Merivoimat, la marina militare finlandese, costruita nel 1941 per le esigenze belliche della seconda guerra mondiale. In quel periodo il Baltico era il mare con la più alta concentrazione di mine al mondo con circa 60.000 mine seminate dalle parti, delle quali due terzi dai tedeschi e il resto per metà da sovietici e finlandesi.

## Storia
I primi 6 vennero consegnati durante le ostilità; altri 12 battelli vennero ordinati e costruiti tra il 1945 e il 1946 per far fronte agli impegni post-armistiziali che assegnavano lo sminamento del Baltico alla Finlandia. Tutte le unità furono costruite nel cantiere August Eklöf Ab in Porvoo. Il progetto riprende quello della precedente Classe Ahven. Lo stesso nome venne dato ad una successiva classe di sei battelli nel 1974.

## Navi della classe

### Kuha 1-6
- Kuha 1, Kuha
- Kuha 2, Salakka: demolito nel 1959.
- Kuha 3, Siika
- Kuha 4, Harjus: demolito nel 1959.
- Kuha 5, Säynäs
- Kuha 6, Karppi

### Kuha 7-14
Consegnati nel 1945
- Kuha 7
- Kuha 8
- Kuha 9: demolito nel 1960.
- Kuha 10
- Kuha 11
- Kuha 12
- Kuha 13
- Kuha 14

### Kuha 15-18
Consegnati nel 1946
- Kuha 15
- Kuha 16
- Kuha 17
- Kuha 18